# Punctozotroctes wappesi
Punctozotroctes wappesi är en skalbaggsart som beskrevs av Tavakilian och Néouze 2007. Punctozotroctes wappesi ingår i släktet Punctozotroctes och familjen långhorningar. Inga underarter finns listade i Catalogue of Life.